# Heinz Baltensperger
Heinz Baltensperger – niemiecki kierowca wyścigowy.

## Biografia
Był wieloletnim kierowcą Formuły 3. Nigdy nie rywalizował w rodzimej serii, ale w 1998 roku zadebiutował w Austriackiej Formule 3, w której startował do 2013 roku. W sezonie 2002 po raz pierwszy stanął na podium, zdobywając trzecie miejsce na Hockenheimringu. W 2009 roku trzykrotnie zdobył trzecie miejsce i w klasyfikacji końcowej był trzeci, ex aequo z Marcelem Toblerem.
Na początku XXI wieku startował również w Interserii. W 2003 roku zajął piąte miejsce w klasyfikacji dywizji 3.

## Wyniki
| Legenda oznaczeń w tabelach wyników Wyświetl szablon na nowej stronie | Legenda oznaczeń w tabelach wyników Wyświetl szablon na nowej stronie                                                                     |
| Oznaczenie                                                            | Wyjaśnienie |
| --------------------------------------------------------------------- | --- |
| Złoty                                                                 | Zwycięzca lub mistrzostwo |
| Srebrny                                                               | 2. miejsce lub wicemistrzostwo |
| Brązowy                                                               | 3. miejsce lub II wicemistrzostwo |
| Zielony                                                               | Ukończył, punktował (w klasyfikacji generalnej, gdy zdobył co najmniej jeden punkt na przestrzeni sezonu, poza trzema powyższymi opcjami) |
| Niebieski                                                             | Ukończył, nie punktował (w klasyfikacji generalnej, gdy nie zdobył co najmniej jednego punktu na przestrzeni sezonu)                      |
| Czerwony                                                              | Nie zakwalifikował się (NZ) |
| Czerwony                                                              | Nie prekwalifikował się (NPK) |
| Różowy                                                                | Nie ukończył (NU) |
| Różowy                                                                | Niesklasyfikowany (NS) (w klasyfikacji generalnej, gdy nie został sklasyfikowany w żadnym wyścigu sezonu)                                 |
| Czarny                                                                | Zdyskwalifikowany (DK) |
| Czarny                                                                | Wykluczony (WYK/EX) |
| Biały                                                                 | Nie wystartował (NW) |
| Biały                                                                 | Kontuzjowany (K/INJ) |
| Biały                                                                 | Wyścig odwołany (OD/C) |
| Bez koloru                                                            | Został wycofany (WYC/WD) |
| Bez koloru                                                            | Nie przybył (NP/DNA) |
| Bez koloru                                                            | Nie brał udziału w treningach (NT/DNP) |
| Bez koloru                                                            | Nie został zgłoszony (–) |
| Pogrubienie                                                           | Start z pole position |
| Kursywa                                                               | Najszybsze okrążenie wyścigu |
| †                                                                     | Nie ukończył, ale jego rezultat został zaliczony ze względu na przejechanie więcej niż 90% dystansu wyścigu.                              |
| *                                                                     | Sezon w trakcie |
| 1/2/3                                                                 | Punktowana pozycja w sprincie kwalifikacyjnym                                                                                             |
| Lista systemów punktacji Formuły 1                                    | |

### Austriacka Formuła 3
| Rok  | Zespół            | Samochód     | Silnik      | Wyniki w poszczególnych eliminacjach | Wyniki w poszczególnych eliminacjach | Wyniki w poszczególnych eliminacjach | Wyniki w poszczególnych eliminacjach | Wyniki w poszczególnych eliminacjach | Wyniki w poszczególnych eliminacjach | Wyniki w poszczególnych eliminacjach | Wyniki w poszczególnych eliminacjach | Wyniki w poszczególnych eliminacjach | Wyniki w poszczególnych eliminacjach | Wyniki w poszczególnych eliminacjach | Wyniki w poszczególnych eliminacjach | Wyniki w poszczególnych eliminacjach | Wyniki w poszczególnych eliminacjach | Wyniki w poszczególnych eliminacjach | Wyniki w poszczególnych eliminacjach | Pkt. | Msc. |
| ---- | ----------------- | ------------ | ----------- | ------------------------------------ | ------------------------------------ | ------------------------------------ | ------------------------------------ | ------------------------------------ | ------------------------------------ | ------------------------------------ | ------------------------------------ | ------------------------------------ | ------------------------------------ | ------------------------------------ | ------------------------------------ | ------------------------------------ | ------------------------------------ | ------------------------------------ | ------------------------------------ | ---- | ---- |
| 1998 |                   |              |             | Austria                              | Austria                              | Niemcy                               | Niemcy                               | Czechy                               | Czechy                               | Czechy                               | Czechy                               | Czechy                               | Czechy                               | Austria                              | Austria                              | Czechy                               | Czechy                               | Niemcy                               |                                      | 0    | NS   |
| 1998 | BSR               | Ralt RT37    | Mugen Honda | -                                    | -                                    | -                                    | -                                    | -                                    | -                                    | -                                    | -                                    | 13                                   | 13                                   | -                                    | -                                    | -                                    | -                                    | 14                                   |                                      | 0    | NS   |
| 1999 |                   |              |             | Austria                              | Austria                              | Czechy                               | Czechy                               | Czechy                               | Czechy                               | Czechy                               | Czechy                               | Chorwacja                            | Chorwacja                            | Chorwacja                            | Chorwacja                            | Czechy                               | Czechy                               | Niemcy                               |                                      | 1    | 22   |
| 1999 | BSR               | Ralt RT37    | Mugen Honda | -                                    | -                                    | 13                                   | -                                    | -                                    | -                                    | NW                                   | -                                    | -                                    | -                                    | -                                    | -                                    | -                                    | -                                    | 10                                   |                                      | 1    | 22   |
| 2000 |                   |              |             | Austria                              | Austria                              | Czechy                               | Czechy                               | Austria                              | Austria                              | Czechy                               | Czechy                               | Chorwacja                            | Chorwacja                            | Chorwacja                            | Chorwacja                            | Austria                              | Austria                              | Niemcy                               | Niemcy                               | 20   | 15   |
| 2000 | Franz Wöss Racing | Dallara F396 | Opel        | 10                                   | 12                                   | NU                                   | 9                                    | -                                    | -                                    | 8                                    | 10                                   | -                                    | -                                    | -                                    | -                                    | -                                    | -                                    | 4                                    | 8                                    | 20   | 15   |
| 2001 |                   |              |             | Austria                              | Austria                              | Austria                              | Austria                              | Czechy                               | Czechy                               | Chorwacja                            | Chorwacja                            | Chorwacja                            | Chorwacja                            | Austria                              | Austria                              | Niemcy                               | Niemcy                               |                                      |                                      | 7    | 16   |
| 2001 | Franz Wöss Racing | Dallara F396 | Opel        | -                                    | -                                    | 7                                    | 8                                    | -                                    | -                                    | -                                    | -                                    | -                                    | -                                    | -                                    | -                                    | NW                                   | NW                                   |                                      |                                      | 7    | 16   |
| 2002 |                   |              |             | Austria                              | Austria                              | Austria                              | Austria                              | Niemcy                               | Niemcy                               | Czechy                               | Czechy                               | Czechy                               | Czechy                               | Czechy                               | Czechy                               | Niemcy                               | Niemcy                               | Niemcy                               | Niemcy                               | 52   | 7    |
| 2002 | BSR               | Dallara F396 | Opel        | -                                    | -                                    | -                                    | -                                    | 7                                    | 7                                    | -                                    | -                                    | -                                    | -                                    | 6                                    | 5                                    | 7                                    | 7                                    | 3                                    | 4                                    | 52   | 7    |
| 2004 |                   |              |             | Czechy                               | Czechy                               | Niemcy                               | Niemcy                               | Niemcy                               | Niemcy                               | Austria                              | Austria                              | Niemcy                               | Niemcy                               |                                      |                                      |                                      |                                      |                                      |                                      | 0    | NS   |
| 2004 | BSR               | Dallara F396 | Opel        | -                                    | -                                    | -                                    | -                                    | -                                    | -                                    | -                                    | -                                    | 13                                   | 15                                   |                                      |                                      |                                      |                                      |                                      |                                      | 0    | NS   |
| 2007 |                   |              |             | Czechy                               | Czechy                               | Niemcy                               | Niemcy                               | Niemcy                               | Niemcy                               | Austria                              | Austria                              | Niemcy                               | Niemcy                               |                                      |                                      |                                      |                                      |                                      |                                      | 29   | 9    |
| 2007 | Team BSR          | Dallara F300 | Opel        | -                                    | -                                    | 6                                    | 7                                    | 8                                    | 7                                    | -                                    | -                                    | 7                                    | 5                                    |                                      |                                      |                                      |                                      |                                      |                                      | 29   | 9    |
| 2008 |                   |              |             | Czechy                               | Czechy                               | Niemcy                               | Niemcy                               | Niemcy                               | Niemcy                               | Czechy                               | Czechy                               | Austria                              | Austria                              | Niemcy                               | Niemcy                               |                                      |                                      |                                      |                                      | 10   | 13   |
| 2008 | Team BSR          | Dallara F300 | Opel        | -                                    | -                                    | -                                    | -                                    | 4                                    | 4                                    | -                                    | -                                    | -                                    | -                                    | -                                    | -                                    |                                      |                                      |                                      |                                      | 10   | 13   |
| 2009 |                   |              |             | Niemcy                               | Niemcy                               | Niemcy                               | Niemcy                               | Niemcy                               | Niemcy                               | Węgry                                | Węgry                                | Austria                              | Austria                              | Niemcy                               | Niemcy                               |                                      |                                      |                                      |                                      | 26   | 3    |
| 2009 | BSR               | Dallara F301 | Opel        | -                                    | -                                    | -                                    | -                                    | 3                                    | 6                                    | -                                    | -                                    | 7                                    | 6                                    | 3                                    | 3                                    |                                      |                                      |                                      |                                      | 26   | 3    |
| 2010 |                   |              |             | Niemcy                               | Niemcy                               | Czechy                               | Czechy                               | Niemcy                               | Niemcy                               | Niemcy                               | Niemcy                               | Francja                              | Francja                              | Austria                              | Austria                              | Niemcy                               | Niemcy                               |                                      |                                      | 28   | 10   |
| 2010 | BSR               | Dallara F301 | Opel        | 9                                    | 7                                    | -                                    | -                                    | 4                                    | 4                                    | -                                    | -                                    | -                                    | -                                    | -                                    | -                                    | 9                                    | 11                                   |                                      |                                      | 28   | 10   |
| 2011 |                   |              |             | Niemcy                               | Niemcy                               | Austria                              | Austria                              | Belgia                               | Belgia                               | Niemcy                               | Niemcy                               | Niemcy                               | Niemcy                               | Czechy                               | Czechy                               | Niemcy                               | Niemcy                               |                                      |                                      | 7    | 22   |
| 2011 | BSR               | Dallara F301 | Opel        | 9                                    | 9                                    | -                                    | -                                    | -                                    | -                                    | 13                                   | 10                                   | 10                                   | 10                                   | -                                    | -                                    | -                                    | -                                    |                                      |                                      | 7    | 22   |
| 2012 |                   |              |             | Niemcy                               | Niemcy                               | Austria                              | Austria                              | Niemcy                               | Niemcy                               | Czechy                               | Czechy                               | Francja                              | Francja                              | Niemcy                               | Niemcy                               | Niemcy                               | Niemcy                               |                                      |                                      | 3    | 20   |
| 2012 | BSR               | Dallara F301 | Opel        | 9                                    | 10                                   | NW                                   | -                                    | -                                    | -                                    | -                                    | -                                    | -                                    | -                                    | -                                    | -                                    | -                                    | -                                    |                                      |                                      | 3    | 20   |
| 2013 |                   |              |             | Niemcy                               | Niemcy                               | Austria                              | Austria                              | Niemcy                               | Niemcy                               | Austria                              | Austria                              | Niemcy                               | Niemcy                               | Czechy                               | Czechy                               | Niemcy                               | Niemcy                               |                                      |                                      | 4    | 18   |
| 2013 | BSR               | Dallara F399 | Opel        | 8                                    | NU                                   | -                                    | -                                    | -                                    | -                                    | -                                    | -                                    | -                                    | -                                    | -                                    | -                                    | -                                    | -                                    |                                      |                                      | 4    | 18   |

### Polska Formuła 3
| Rok  | Zespół   | Samochód     | Silnik | Wyniki w poszczególnych eliminacjach | Wyniki w poszczególnych eliminacjach | Wyniki w poszczególnych eliminacjach | Wyniki w poszczególnych eliminacjach | Wyniki w poszczególnych eliminacjach | Wyniki w poszczególnych eliminacjach | Wyniki w poszczególnych eliminacjach | Wyniki w poszczególnych eliminacjach | Wyniki w poszczególnych eliminacjach | Pkt. | Msc. |
| ---- | -------- | ------------ | ------ | ------------------------------------ | ------------------------------------ | ------------------------------------ | ------------------------------------ | ------------------------------------ | ------------------------------------ | ------------------------------------ | ------------------------------------ | ------------------------------------ | ---- | ---- |
| 2007 |          |              |        | Polska                               | Polska                               | Niemcy                               | Niemcy                               | Polska                               | Węgry                                | Węgry                                | Polska                               | Polska                               | 5    | 16   |
| 2007 | Team BSR | Dallara F300 | Opel   | -                                    | -                                    | 6                                    | 7                                    | -                                    | -                                    | -                                    | -                                    | -                                    | 5    | 16   |